# Магнус (мини-футбольный клуб)
«Магнус» порт. Magnus Futsal, также широко известный как «Сорокаба Футзал», (порт. Sorocaba Futsal) — бразильский мини-футбольный клуб из города Сорокаба, штат Сан-Паулу. Под названием «Бразил Кирин» — чемпион Бразилии 2014 года, победитель Клубного чемпионата Южной Америки 2015 года.

## История
Клуб был основан в январе 2014 года в рамках инвестиций бразильского подразделения японского производителя пива Kirin — Brasil Kirin — в спорт, которые составили 1 млрд реалов (около 250 млн долларов). Команде удалось привлечь в свой состав ряд звёзд мирового мини-футбола во главе с легендарным Фалькао.
«Бразил Кирин» сразу же сумел выиграть Лигу Паулисту — один из сильнейших чемпионатов штатов в Бразилии. Благодаря мощной финансовой поддержке «Бразил Кирин» сразу же заявился для участия в Лиге футзала — главном соревновании по мини-футболу в Бразилии. Команда была зарегистрирована как Futsal Brasil Kirin/Umbro. «Бразил Кирин» выступал в том году на 4-тысячной Арене Сорокабы.
На предварительной стадии чемпионата Бразилии 2014 года «Бразил Кирин» занял пятое место, но в этой стадии нужно было лишь определить 16 участников финальной стадии из 19 участников дивизиона. Далее команда стала единственной, которая не проиграла ни одного матча в ходе второго группового турнира, и первенствовала в группе D. В плей-офф «Бразил Кирин» обыграл сначала две команды из штата Санта-Катарина — «АДЭринг» (2:1; 4:4) и четырёхкратного чемпиона страны «Жарагуа» (победа 3:1, поражение 0:3, разница мячей не учитывалась, и в серии пенальти команда из Сорокабы была точнее 2:0). В финале «Сорокаба» играла с двукратным чемпионом Бразилии АДК «Интелли». Команды обменялись победами — 4:2 и 2:5 (вновь соперники «Сорокабы» забили больше мячей в рамках своей победы, но вновь разница не учитывалась), а в серии пенальти «Бразил Кирин» опять был лучше — 4:3. Таким образом, команда из Сорокабы впервые стала чемпионом Бразилии.
В 2015 году «Бразил Кирин» дошёл до финала Кубка Бразилии, но «Жарагуа» сумела взять реванш за поражение в полуфинале Лиги футзала прошлого года, завоевав трофей в рекордный седьмой раз. Также в 2015 году «Бразил Кирин» выиграл клубный чемпионат Южной Америки. В чемпионате страны команда дошла до полуфинала, где уступила будущему чемпиону «Карлус-Барбозе». В конце года спонсорский контракт с командой из Сорокабы у производителя пива закончился. В клубе был произведён ребрендинг, он стал называться «Магнус», вместо красно-белых цветов стали использовать белый, оранжевый и чёрный. Спонсором команды стал производитель кормов для собак и кошек Adimax Pet, а живым талисманом — пёс Магнус.
В 2019 году «Магнус» дошёл до финала чемпионата Бразилии, где уступил «Пату». В 2020 году команда во второй раз стала чемпионом Бразилии. В финале турнира был обыгран «Коринтианс». Лучшим игроком и бомбардиром «Магнуса» стал Родриго Араужо, который во второй раз подряд выиграл звание лучшего бомбардира чемпионата.

## Достижения
- Чемпион штата Сан-Паулу (4): 2014, 2017, 2020, 2021
- Чемпион Бразилии (2): 2014, 2020
- Обладатель Чаши Бразилии (1): 2021
- Финалист Чаши Бразилии (1): 2015
- Обладатель Суперкубка Бразилии (2): 2018, 2021
- Победитель клубного чемпионата Южной Америки (2): 2015, 2024
- Обладатель Межконтинентального кубка (3): 2016, 2018, 2019

## Знаменитые игроки
- Тиаго Мариньо
- Родриго Араужо
- Фалькао
- Адриано Фолья
- Эдер Лима
- Леандро Лино